# Al-Qahtaniyah, Tỉnh al-Hasakah
Al-Qahtaniyah (tiếng Ả Rập: القحطانية; tiếng Kurd: Tirbespî  hoặc Tirbê Spîyê; tiếng Syriac: ܩܒܪ̈ܐ ܚܘܪ̈ܐ, đã Latinh hoá: Qabre Ḥewore), Trước đây Qubur al-Bid, là một thị trấn ở đông bắc Al-Hasakah, đông bắc Syria. Đây là trung tâm hành chính của Nahiya al-Qahtaniyah, bao gồm 103 địa phương. Trong lịch sử là một thành phố Assyria, tại cuộc điều tra dân số năm 2004, nó có dân số 16.946.

## Từ nguyên
Tên cũ của thị trấn, "Qubour al-Bid", bắt nguồn từ tiếng Ả Rập và tiếng Syriac "Qubur/Qabre", cả hai đều có nghĩa là "mộ" và "al-Bid/Hwore", có nghĩa là "trắng". Do đó, tên của thị trấn có nghĩa là "Những ngôi mộ trắng".

## Nhân khẩu học
Phần lớn cư dân của thị trấn là người Kurd, tiếp theo là một nhóm thiểu số Ả Rập lớn và một nhóm thiểu số Assyria nhỏ hơn.

## Lịch sử
Vào ngày 13 tháng 3 năm 2004, trong cuộc bạo loạn Qamishli năm 2004, nơi 40 người Kurd bị giết, dân số Al-Qahtaniyah đã biểu tình tại đám tang của những người thiệt mạng. Người biểu tình bị bắn và bị thương trong thị trấn.
Tính đến năm 2004, Al-Qahtaniyah là thị trấn lớn thứ sáu ở Al-Hasakah.
Vào cuối tháng 7 năm 2012, trong Nội chiến Syria, YPG nắm quyền kiểm soát thị trấn.

## Những người đáng chú ý
- Tuma Gawriye Nahroyo, nhà thơ và tác giả người Assyria (1936-2002).
- Sleman Henno, tác giả Assyrian và linh mục của Giáo hội Chính thống Syriac (1918-2006).